# Enrico XXXIII di Reuss-Köstritz
Enrico XXXIII di Reuss-Köstritz (26 luglio 1879 – 15 novembre 1942) è stato un nobile tedesco.

## Biografia
Enrico era il figlio del principe Enrico VII di Reuss-Köstritz e di sua moglie Maria Anna di Sassonia-Weimar-Eisenach.
Entrò nell'esercito e poi prese in commissione della 2ª Guardia dei Dragoni, e poi servì nel servizio diplomatico.
Venne visto come un possibile candidato al trono olandese nel caso in cui la regina Guglielmina rimanesse senza figli. Quindi, fino a 1909, poteva essere considerato come un erede anche se aveva forte concorrenza dalla famiglia Wied (la principessa Maria di Wied era una figlia del principe Federico dei Paesi Bassi, e lei era molto popolare nei Paesi Bassi).

### Primo matrimonio
Il 17 maggio 1913 a Neues Palais, a Potsdam, sposò la principessa Vittoria Margherita di Prussia, figlia del principe Federico Leopoldo di Prussia e della principessa Luisa Sofia di Schleswig-Holstein-Sonderburg-Augustenburg.
Ebbero due figli:
- principessa Maria Luisa Reuss-Köstritz (9 gennaio 1915 - 17 giugno 1985);
- principe Enrico II Reuss-Köstritz (24 novembre 1916 - 24 dicembre 1993).

Il corteggiamento è stato condotto con difficoltà. I genitori di Vittoria si opposero fortemente. In primo luogo, non fu considerato il suo rango uguale a loro, e si aspettavano che la loro figlia avrebbe avuto un partito migliore, si credeva che anche a lui piaceva perché vedevano che la principessa era davvero affezionata.
La coppia divorziò nel 1922.

### Secondo matrimonio
Il 10 aprile 1929 a Parigi, sposò Allene Tew, figlia di Charles Henry Tew e Janet Smith. Lui e Allene Tew divorziarono il 31 ottobre 1935.

### Morte
Morì il 15 novembre 1942 all'età di 63 anni a Stonsdorf.

## Ascendenza
|                                                 |                                                |                                               | Genitori                                           |  |  | Nonni |  |  | Bisnonni                         |  |  | Trisnonni                       |  |
|                                                 |                                                |                                               |                                                    |  |  |       |  |  | 8. Enrico XLIV di Reuss-Köstritz |  |  | 16. Enrico IX di Reuss-Köstritz |  |
|                                                 |                                                |                                               |                                                    |  |  |       |  |  | 8. Enrico XLIV di Reuss-Köstritz |  |  | 16. Enrico IX di Reuss-Köstritz |  |
|                                                 |                                                | 17. Amalia di Flodrop-Wartersleben            |                                                    |  |  |       |  |  | 8. Enrico XLIV di Reuss-Köstritz |  |  |                                 |  |
| 4. Enrico LXIII di Reuss-Köstritz               |                                                |                                               |                                                    |  |  |       |  |  | 8. Enrico XLIV di Reuss-Köstritz |  |  |                                 |  |
|                                                 |                                                | 9. Gustava di Riedesel-Eisenbach              | 18. Federico Adolfo Riccardo di Riedesel-Eisenbach |  |  |       |  |  |                                  |  |  |                                 |  |
|                                                 |                                                | 9. Gustava di Riedesel-Eisenbach              | 18. Federico Adolfo Riccardo di Riedesel-Eisenbach |  |  |       |  |  |                                  |  |  |                                 |  |
|                                                 |                                                | 9. Gustava di Riedesel-Eisenbach              | 19. Federica Carlotta Luisa di Massow              |  |  |       |  |  |                                  |  |  |                                 |  |
| 2. Enrico VII di Reuss-Köstritz                 |                                                | 9. Gustava di Riedesel-Eisenbach              |                                                    |  |  |       |  |  |                                  |  |  |                                 |  |
|                                                 |                                                | 10. Enrico XII di Stolberg-Wernigerode        | 20. Cristiano Federico di Stolberg-Wernigerode     |  |  |       |  |  |                                  |  |  |                                 |  |
|                                                 |                                                | 10. Enrico XII di Stolberg-Wernigerode        | 20. Cristiano Federico di Stolberg-Wernigerode     |  |  |       |  |  |                                  |  |  |                                 |  |
|                                                 |                                                | 10. Enrico XII di Stolberg-Wernigerode        | 21. Augusta Eleonora di Stolberg-Stolberg          |  |  |       |  |  |                                  |  |  |                                 |  |
| 5. Eleonora di Stolberg-Wernigerode             |                                                | 10. Enrico XII di Stolberg-Wernigerode        |                                                    |  |  |       |  |  |                                  |  |  |                                 |  |
|                                                 |                                                | 11. Carolina di Schönburg-Waldenburg          | 22. Otto Carlo Federico di Schönburg-Waldenburg    |  |  |       |  |  |                                  |  |  |                                 |  |
|                                                 |                                                | 11. Carolina di Schönburg-Waldenburg          | 22. Otto Carlo Federico di Schönburg-Waldenburg    |  |  |       |  |  |                                  |  |  |                                 |  |
|                                                 |                                                | 11. Carolina di Schönburg-Waldenburg          | 23. Enrichetta Eleonora di Reuss-Köstritz          |  |  |       |  |  |                                  |  |  |                                 |  |
| 1. Enrico XXXIII di Reuss-Köstritz              |                                                | 11. Carolina di Schönburg-Waldenburg          |                                                    |  |  |       |  |  |                                  |  |  |                                 |  |
|                                                 | 12. Carlo Federico di Sassonia-Weimar-Eisenach | 24. Carlo Augusto di Sassonia-Weimar-Eisenach |                                                    |  |  |       |  |  |                                  |  |  |                                 |  |
|                                                 | 12. Carlo Federico di Sassonia-Weimar-Eisenach | 24. Carlo Augusto di Sassonia-Weimar-Eisenach |                                                    |  |  |       |  |  |                                  |  |  |                                 |  |
|                                                 | 12. Carlo Federico di Sassonia-Weimar-Eisenach | 25. Luisa Augusta d'Assia-Darmstadt           |                                                    |  |  |       |  |  |                                  |  |  |                                 |  |
| 6. Carlo Alessandro di Sassonia-Weimar-Eisenach | 12. Carlo Federico di Sassonia-Weimar-Eisenach |                                               |                                                    |  |  |       |  |  |                                  |  |  |                                 |  |
|                                                 |                                                | 13. Marija Pavlovna Romanova                  | 26. Paolo I di Russia                              |  |  |       |  |  |                                  |  |  |                                 |  |
|                                                 |                                                | 13. Marija Pavlovna Romanova                  | 26. Paolo I di Russia                              |  |  |       |  |  |                                  |  |  |                                 |  |
|                                                 |                                                | 13. Marija Pavlovna Romanova                  | 27. Sofia Dorotea di Württemberg                   |  |  |       |  |  |                                  |  |  |                                 |  |
| 3. Maria Anna di Sassonia-Weimar-Eisenach       |                                                | 13. Marija Pavlovna Romanova                  |                                                    |  |  |       |  |  |                                  |  |  |                                 |  |
|                                                 |                                                | 14. Guglielmo II dei Paesi Bassi              | 28. Guglielmo I dei Paesi Bassi                    |  |  |       |  |  |                                  |  |  |                                 |  |
|                                                 |                                                | 14. Guglielmo II dei Paesi Bassi              | 28. Guglielmo I dei Paesi Bassi                    |  |  |       |  |  |                                  |  |  |                                 |  |
|                                                 |                                                | 14. Guglielmo II dei Paesi Bassi              | 29. Guglielmina di Prussia                         |  |  |       |  |  |                                  |  |  |                                 |  |
| 7. Sofia d'Orange-Nassau                        |                                                | 14. Guglielmo II dei Paesi Bassi              |                                                    |  |  |       |  |  |                                  |  |  |                                 |  |
|                                                 |                                                | 15. Anna Pavlovna Romanova                    | 30. Paolo I di Russia (= 26)                       |  |  |       |  |  |                                  |  |  |                                 |  |
|                                                 |                                                | 15. Anna Pavlovna Romanova                    | 30. Paolo I di Russia (= 26)                       |  |  |       |  |  |                                  |  |  |                                 |  |
|                                                 |                                                | 15. Anna Pavlovna Romanova                    | 31. Sofia Dorotea di Württemberg (= 27)            |  |  |       |  |  |                                  |  |  |                                 |  |
|                                                 |                                                | 15. Anna Pavlovna Romanova                    |                                                    |  |  |       |  |  |                                  |  |  |                                 |  |